# 伊朗伊斯兰共和国中央银行
伊朗伊斯兰共和国中央银行(波斯語：‎, Bank Markazi Jomhouri Islami Iran)作为伊朗的中央银行，负责发行伊朗货币里亚尔。1960年8月，伊朗政府建立伊朗中央银行，而原本伊朗国有银行的中央银行职权全部转到新建立的中央银行，伊朗伊斯兰革命后，伊朗中央银行改名为“伊朗伊斯兰共和国中央银行”。

## 其他
- 伊朗是伊斯兰发展银行的成员。
- 1945年12月29日，伊朗加入国际货币基金组织。

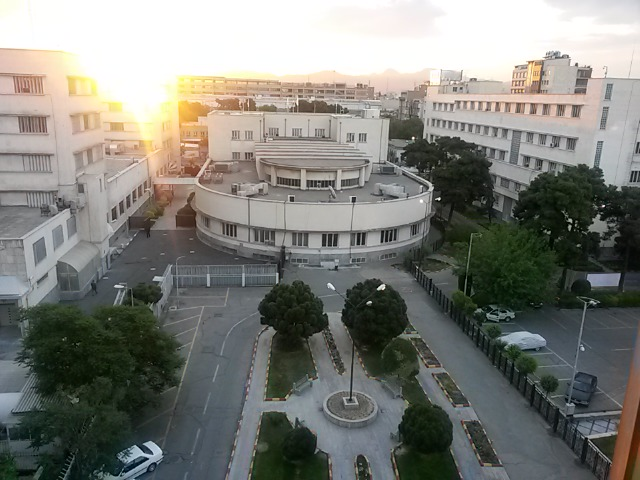
伊朗中央银行旧大楼

## 联系方式
- 官方网站 （页面存档备份，存于）
- Swift Address: BMJIIRTH
- 地址：伊朗德黑兰Mirdamad Boulevard144号